# Blatnice pod Svatým Antonínkem
Blatnice pod Svatým Antonínkem – gmina w Czechach, w powiecie Hodonín, w kraju południowomorawskim. Według danych z dnia 1 stycznia 2013 liczyła 2 081 mieszkańców.